# Свистунова, Мария Алексеевна
Мария Алексеевна Свистунова, урождённая Ржевская (1 июля 1778 — 1 сентября 1866) — фрейлина; дочь писателя Алексея Андреевича Ржевского; мать декабриста Петра Николаевича Свистунова.

## Биография
Родилась в Петербурге в семье писателя и поэта, сенатора Алексея Андреевича Ржевского  от второго его брака с фрейлиной Глафирой Ивановной Алымовой. Крещена 4 июля 1778 года в Исаакиевском соборе при восприемстве фрейлины Н. С. Борщовой. Была старшим ребёнком в семье и единственной дочерью, своё имя получила в честь великой княгини Марии Фёдоровны. Позже у Ржевских родилось еще четыре сына.
Дети росли в обстановке любви и заботы. Их мать, будучи лучшей в первом выпуске смолянок, была дамой светской, обходительной. Она умела трезво оценить то, что получила, и старалась преумножить то, что имела. У Ржевских не было большого состояния, и их материальное положение целиком зависело от служебной карьеры Алексея Андреевича, которая складывалась вполне успешно. В своем доме Ржевские держали литературно-музыкальный салон, где раз в неделю по средам собирался цвет петербургской интеллигенции, завсегдатаями были поэт и издатель Херасков, Державин, молодой Жуковский .

## Замужество
Мария Алексеевна получила домашнее образование. Наукам и музыке обучена была лично матерью, которая была виртуозной арфисткой. Красивая, стройная и юная Мария Ржевская появилась при дворе в самом начале царствования Павла I и была пожалована во фрейлины. Император решил лично заняться устройством её судьбы и приискать ей жениха на свой вкус.

Выбор пал на 29-летнего камергера Николая Петровича Свистунова. Он был человек добрый и благородный, имел хорошее состояние. Вместе со своим отцом  был в числе фаворитов у императора. Так что Марии Ржевской пришлось принять это предложение. Свадьба была назначена на 30 мая 1800 года в Павловске. Павел I пожелал быть посажённым отцом и велел сделать роскошные приготовления. Но придворные интриганы решили поссорить Ржевских и Свистуновых с императором. Глафира Ивановна вспоминала: 
Фавориты Императора, Кутайсов и княгиня Гагарина, были не довольны всем этим. Чтобы досадить мне, Кутайсов, бывшей в должности обер-штальмейстера, замедлил прислать к нам в Царское Село придворные экипажи. Зная, что Император терпеть не может, чтобы опаздывали, мы сели в свои кареты и отправились, найдя придворные экипажи около дворца. Мы прибыли ко Двору двумя часами позднее назначенного времени и нашли всех в тревоге. Императрица, будучи в отчаянии, всячески старалась скрыть от меня причину тревоги, а между тем все бегали, шептались, и туалет невесты не подвигался. Деликатность Императрицы в этом случае не изгладится из моей памяти. Дело было в том, что Император приказал отрешить от должности моего мужа, жениха и его отца. Тщетно старались умилостивить разгневанного Императора. Ни император, ни императрица не присутствовали на свадьбе, и был отдан строгий приказ, чтобы никто не смел на ней присутствовать кроме необходимых свидетелей...
Глафира Ивановна отказалась выходить из церкви, пока все не разъяснится. Так и случилось, но после этого происшествия Ржевские прекратили свои отношения с двором. Мать и дочь долго не могли забыть этой свадьбы.

## Семья

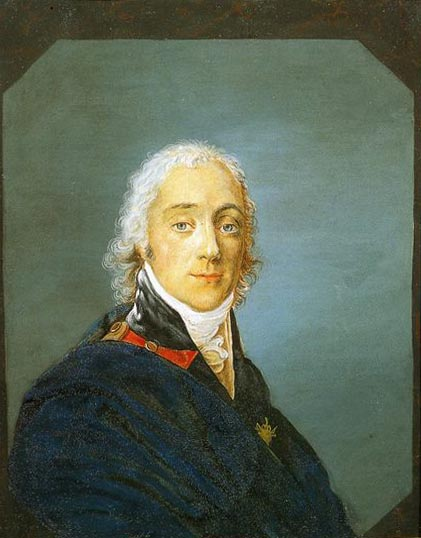
Николай Петрович Свистунов

Свистуновы поселились в купленном доме на
Большой Морской д. 19, где один за другим родились их дети. После смерти Павла I Николай Петрович тотчас вышел в отставку и долго не мог примириться с воцарением Александра I. Он был человек мистически настроенный, почитатель А. Я. Лабзина и активный участник масонской ложи. Интересы мужа разделяла и Мария Алексеевна. Несомненно, она принадлежала к немалому числу тех русских женщин той эпохи, которые в страстных поисках истины, или, следуя моде, переходили в лоно католической церкви
. Мария Алексеевна подружилась с Софьей Свечиной, ревностной сторонницей графа де Местра, и под её влиянием у неё усилился интерес к католичеству.

В 1812 году по настоянию своего приятеля С. К. Вязмитинова, Свистунов вновь вернулся на службу и поступил директором департамента в министерство полиции. Но здоровье его стало ухудшаться. Он поехал на Кавказские минеральные воды лечиться и там умер от лихорадки 16 августа 1815 года . Близкий друг семьи Свистуновых княжна Туркестанова писала о своём горе в Москву Кристину : 
Я потеряла человека, к которому была   искренне  привязан и которому питала  безграничное доверие.  Он не был счастлив, и я  имела
за счастье предлагать ему своё  утешение, а он со своей стороны,  бывал мне полезен своими советами. Этот милый человек был образцом благочестия и без фанатизма, наконец, он был единодушен со мной по многим вопросам, и я всю жизнь буду сожалеть об этой потери…
По смерти мужа Мария Алексеевна перешла в католичество и всецело занялась воспитанием своих шестерых детей. Сыновей она отдала в иезуитский пансион барона Шабо. Обучение там было бесплатным, так иезуиты пытались усилить и разнообразить своё влияние на высшие слои русского общества. Дочерям она старалась привить взгляды в духе своих религиозных верований и убеждений.
Михайловский-Данилевский называл Марию Алексеевну «известной богомолкой» , что не мешало ей, однако, устраивать танцевальные вечера для подрастающих дочерей в великий пост, что очень смущало в то время высшую Петербургскую администрацию.

Как многие дамы высшего света, Мария Алексеевна занималась благотворительностью. Она состояла членом Женского Патриотического Общества и даже опубликовала статью в 1825 году «Благотворительность» в «Дамском Журнале». Следующий 1826 год был для Свистуновой тяжелым. Смерть матери и ссылка старшего сына Петра в каторгу, вынудили её удалиться за границу. В России её больше ничего не держало, многие друзья жили во Франции, да и старшие дочери были замужем за французами. Постоянным местом своего пребывания она выбрала Париж. Время от времени Мария Алексеевна наезжала в Петербург, так 29 июля 1829 года Долли Фикельмон записала в своём дневнике: 
Несколько дней назад провела вечер у княгини Долгорукой. Присутствовала большая часть дипломатического корпуса, также там были…мадам Свистунова, к счастью довольно остроумная, что извиняет её болтливость …
Умерла Мария Алексеевна Свистунова в Париже 1 сентября 1866 года, в католическом монастыре Святого Сердца Марии.

## Дети

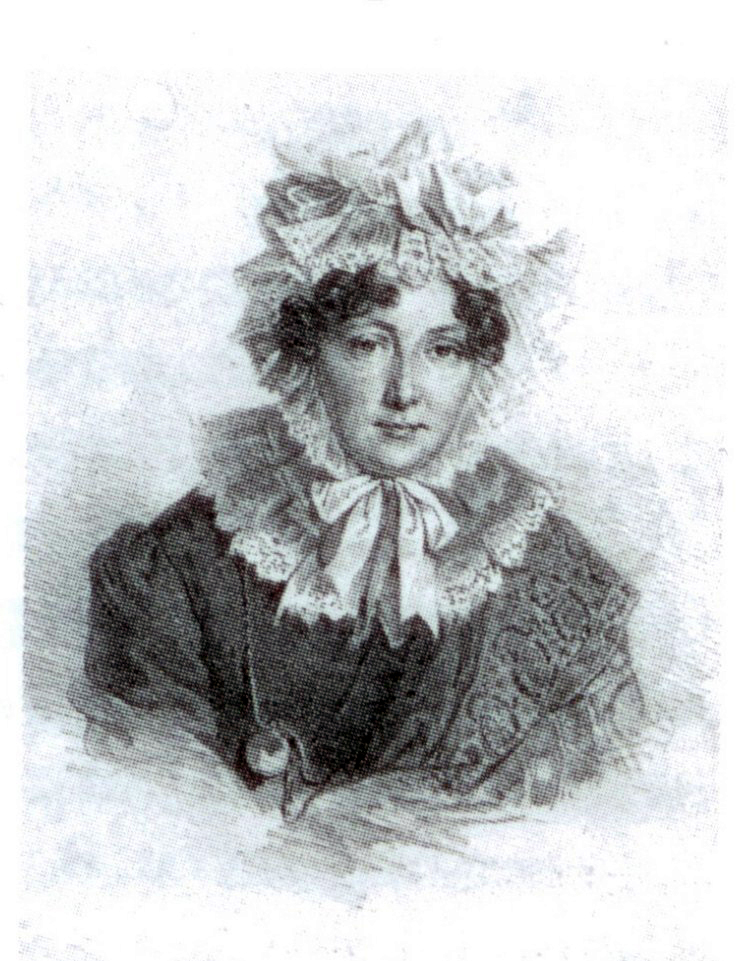
Мария Свистунова

От брака у Марии Алексеевны было 2 сына и 3 дочери:
- Глафира Николаевна (09.05.1801[10]—после 1860), имя своё получила в честь бабушки; в 1820 году окончила Екатерининский институт с золотым шифром средней величины. Была второй женой графа Александра Антоновича де Бальмена (1777—1848), генерал-майора, комиссара русского правительства при Наполеоне, на острове св. Елены в 1816—1821 годах.
- Александра Николаевна (08.04.1802[10]—1891), замужем (с 30 июля 1822 года)[11] за генеральным французским консулом в России бароном Жаном Гальц де Мальвирад (ум. 1843). Обладала хорошем голосом, певица и пианистка.
- Петр Николаевич (08.08.1803—1889), декабрист и деятель крестьянской реформы 1861 года, был женат на Татьяне Степановне Неугодниковой.
- Варвара Николаевна (04.06.1805[12]— после 1860), родилась в Петербурге, крещена 8 июня 1805 года в церкви Входа Господня во Иерусалим, что у Лигова канала, при восприемстве деда Петра Семёновича Свистунова и бабушки Г. И. Ржевской; в 1831 году вышла замуж за графа де Жуаннис.
- Алексей Николаевич (1808—1872), действительный тайный советник, был женат на  графини Надежде Львовне Соллогуб (1815—1903).

Дети
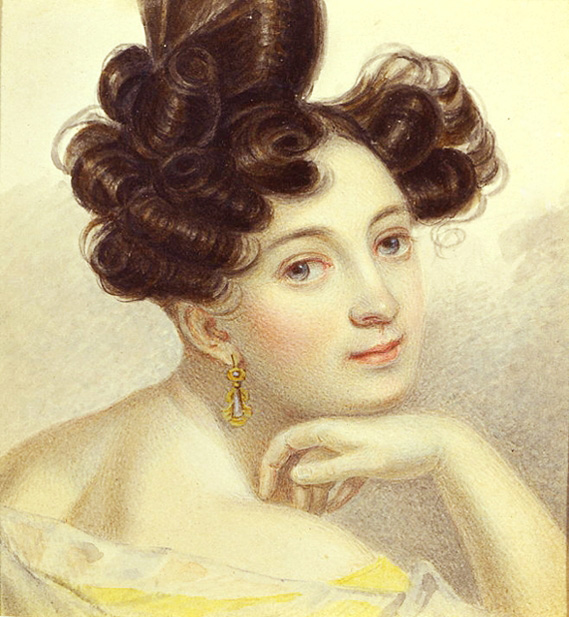
Глафира
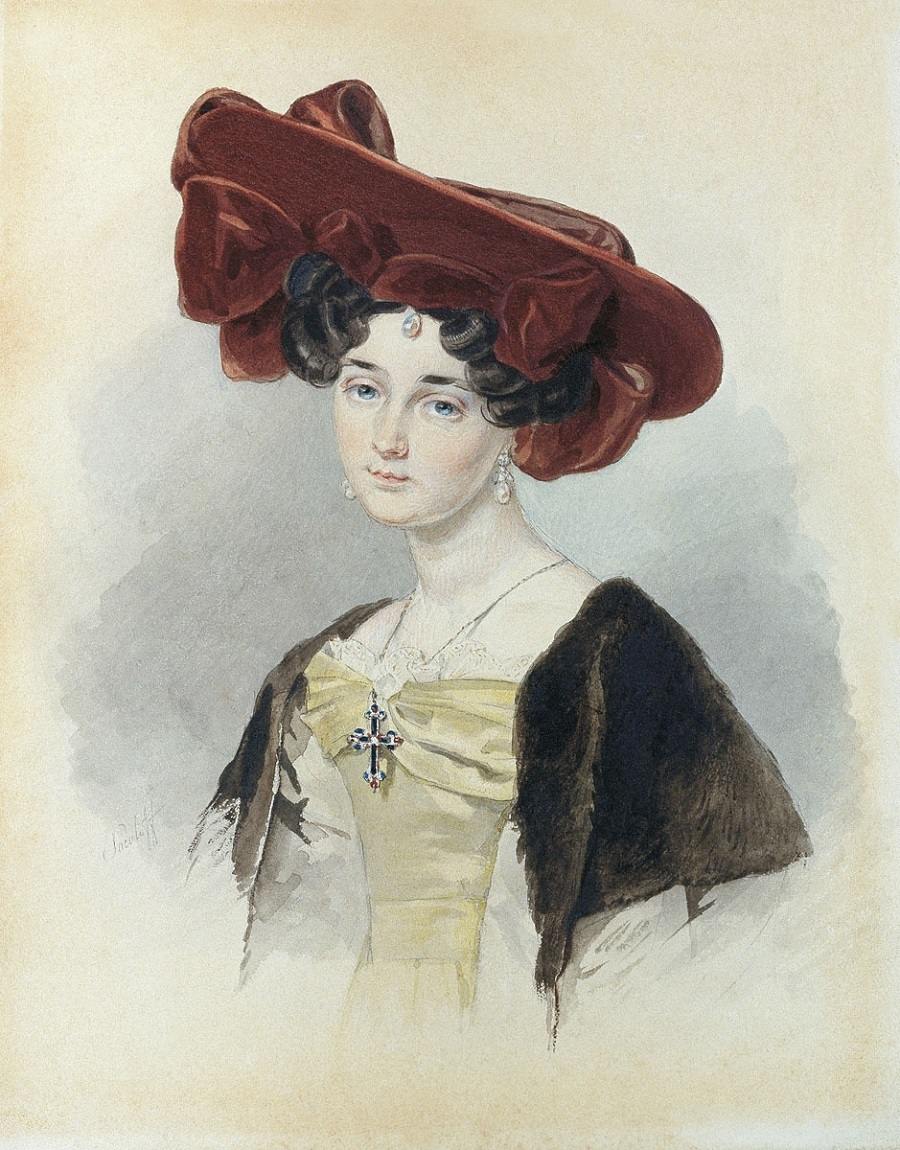
Александра
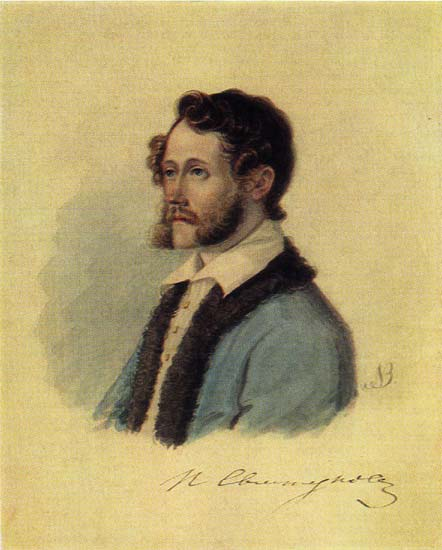
Пётр
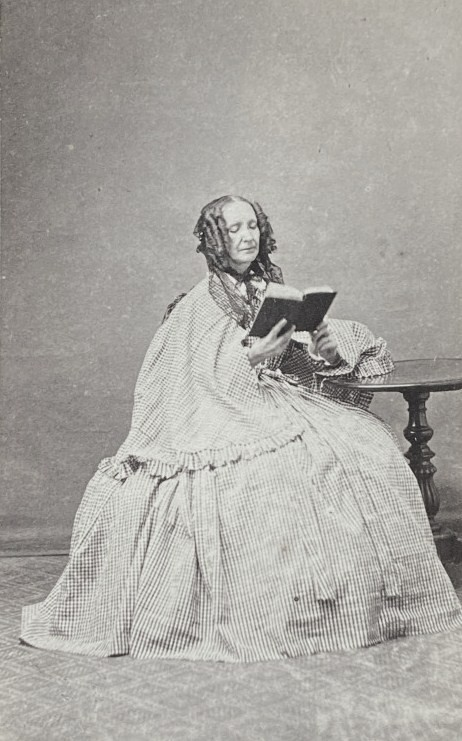
Варвара
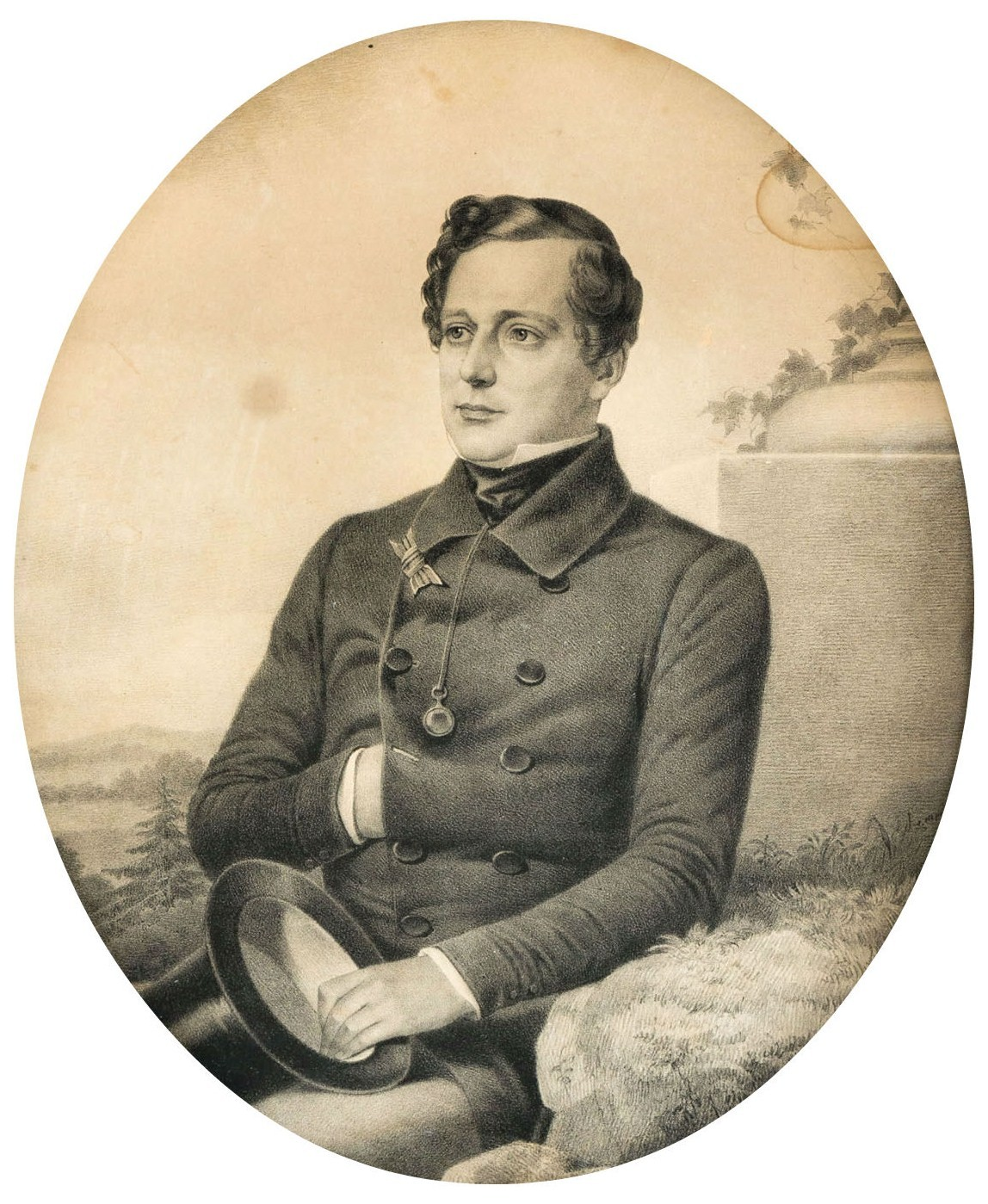
Алексей